# Agualoja
Agualoja är en ort i Mexiko.   Den ligger i kommunen Tanlajás och delstaten San Luis Potosí, i den centrala delen av landet, 250 km norr om huvudstaden Mexico City. Agualoja ligger 74 meter över havet och antalet invånare är 321.
Terrängen runt Agualoja är platt åt nordost, men åt sydväst är den kuperad. Runt Agualoja är det ganska tätbefolkat, med 93 invånare per kvadratkilometer. Närmaste större samhälle är Tampate, 19,2 km väster om Agualoja. Trakten runt Agualoja består till största delen av jordbruksmark.